# Elektromagnetické dělo

Schematické znázornění elektromagnetického děla. Magnetické pole B (modrá), elektrický proud I (červená), Lorentzova síla F (zelená.

Elektromagnetické dělo (nebo kolejnicové dělo či anglicky railgun) je elektricky napájená střelná zbraň, v níž vodivý projektil urychluje Lorentzova síla vzbuzená silným elektrickým impulzem.
Americké námořnictvo testovalo railgun v rámci projektu Velocitas Eradico (lat. „rychlost ničí“). Tento railgun byl schopný vystřelit projektil rychlostí 5 Ma (pětinásobek rychlosti zvuku) energií 33 MJ a s dostřelem 200 km, což je ze strategického hlediska krátká vzdálenost. Cílem programu je vyvinout zbraň pro tři torpédoborce třídy Zumwalt stavěné od roku 2008.

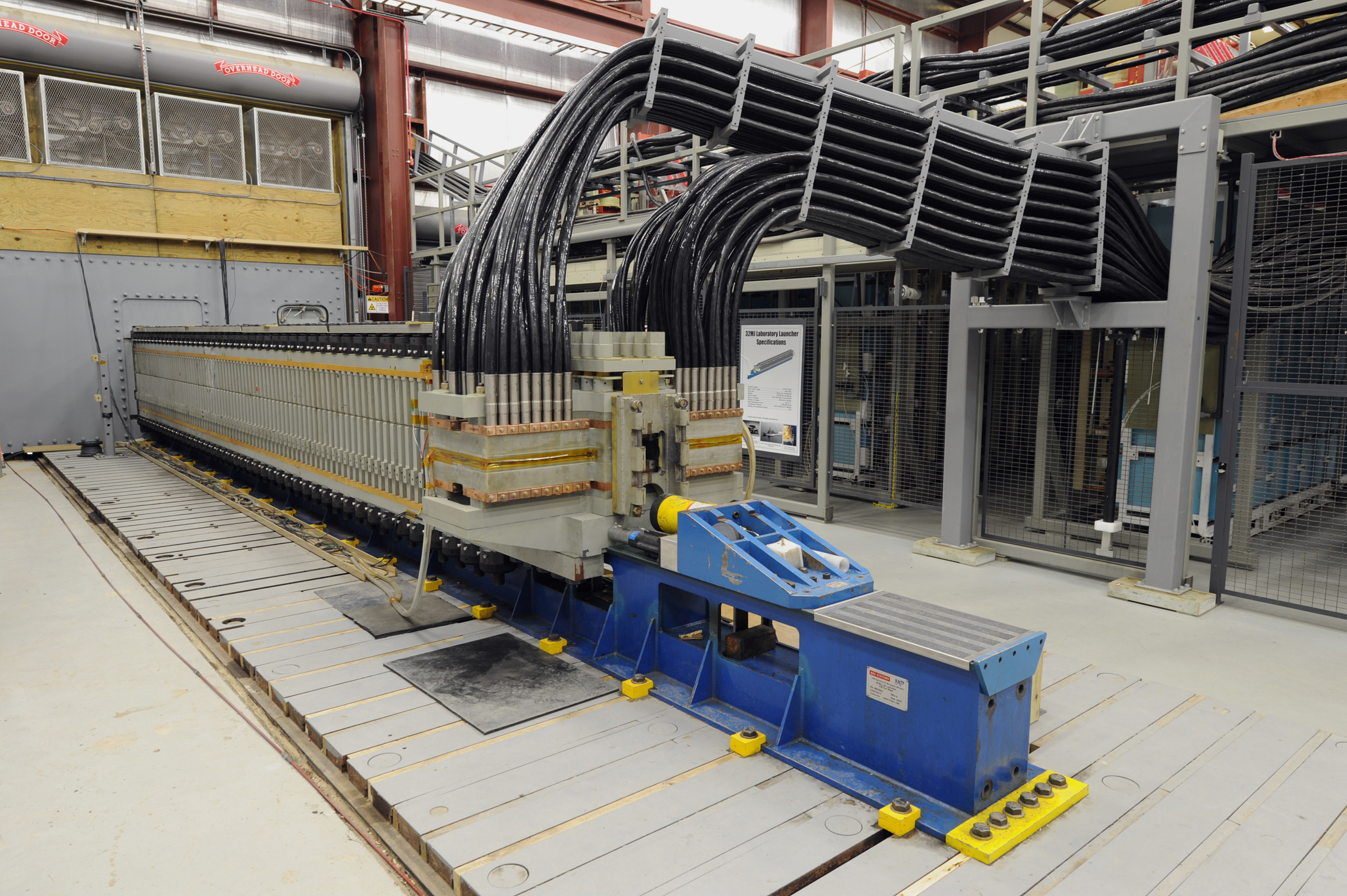
Railgun ve výzkumném centru Naval Surface Warfare Center v Dahlgrenu ve Virginii

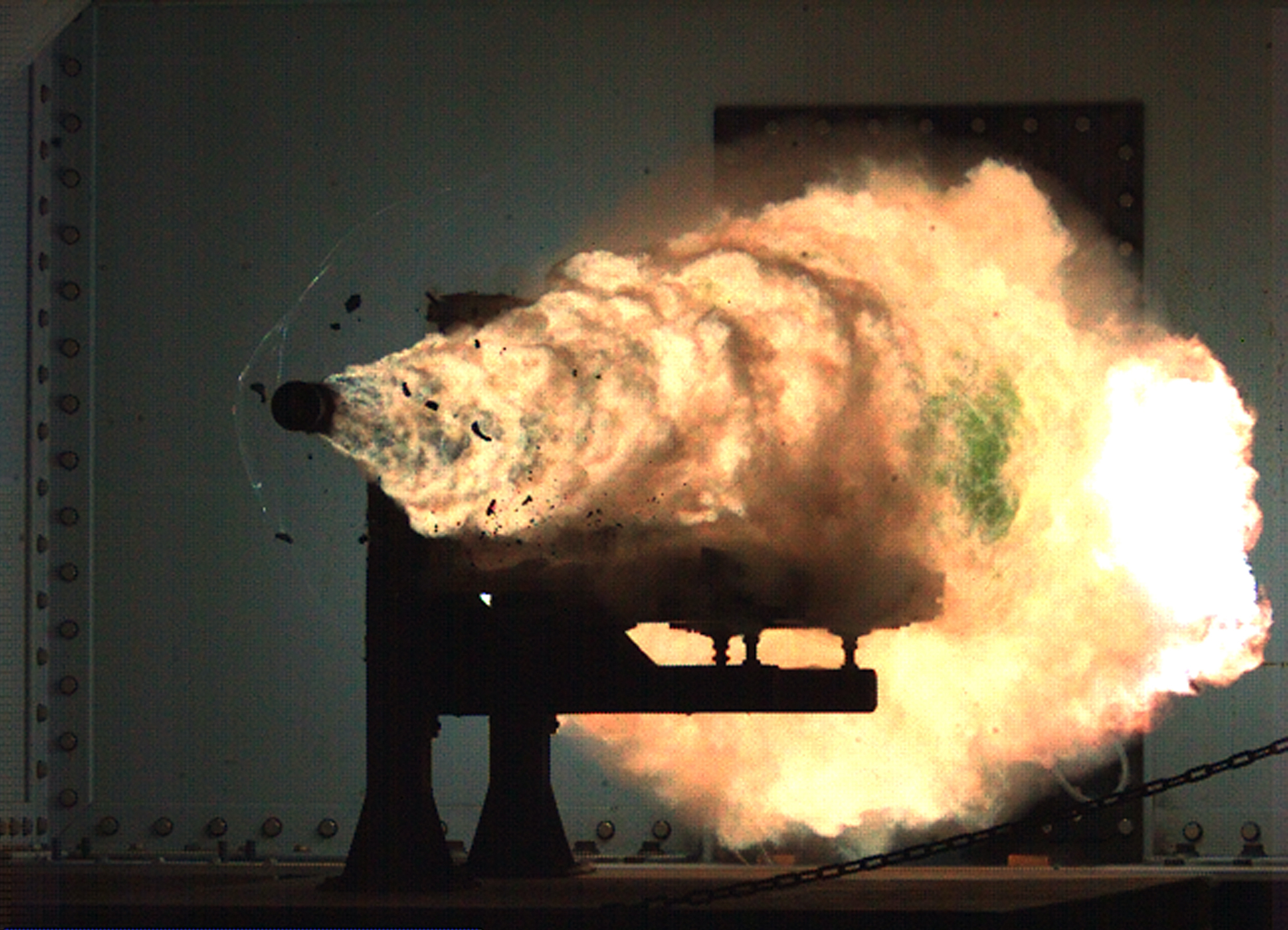
Plazmový oblak za projektilem

## Historie
1. dubna 1919 si francouzský vynálezce Louis Octave Fauchon-Villeplee nechal zaregistrovat americký patent na elektrické dělo podobné lineárnímu motoru. Patent byl vydán v červenci 1922 jako patent no. 1,421,435 „Electric Apparatus for Propelling Projectiles“ (elektrický přístroj pro vystřelování projektilů).
Během 2. světové války byl nápad oživen Joachimem Hänslerem ze zbrojního úřadu v Německu, který navrhl protiletadlovou zbraň. Koncem roku 1944 byla vypracována teorie umožňující Luftwaffe vydat specifikaci zbraně. Rychlost projektilu obsahujícího 0,5 kg výbušnin měla být 2000 m/s. Děla měla být namontována v bateriích po šesti, schopných vystřelit 12x za minutu. Tato děla však nebyla nikdy postavena. Po válce v roce 1947 byly provedeny podrobnější studie, které došly k závěru, že by tyto zbraně teoreticky fungovaly, ale potřebovaly by k napájení energii potřebnou k osvětlení půlky Chicaga.
Australský fyzik Mark Oliphant a ředitel Výzkumné školy fyziky a strojírenství na Australské národní univerzitě zahájili během roku 1950 konstrukci světově největšího (500 MJ) homopolárního generátoru. Tento přístroj byl použit na napájení největšího elektromagnetického děla, které bylo používáno jako vědecký nástroj.

## Princip
Railgun se skládá ze dvou paralelních vodicích kolejnic (odtud název), které jsou připojeny ke zdroji elektrického napájení. Pokud je projektil vložen mezi kolejnice, uzavře se elektrický obvod. Elektrony putují od záporného pólu zdroje skrze kolejnici na projektil (nebo jeho vodivý obal) a zpátky přes druhou kolejnici na kladný pól zdroje. Projektil je urychlovaný pomocí Lorentzovy síly, která je vyvolána pohybem elektronů elektrického proudu skrze projektil v přítomnosti magnetického pole, které vytváří elektrický proud procházející kolejnicemi (viz obrázek). Lorentzova síla působí rovnoběžně se směrem kolejnic, projektil je pak urychlován stejným směrem.

## Technické problémy
Přestože je princip poměrně jednoduchý, existuje několik technických problémů, které ztěžují zavedení elektromagnetického děla do běžného provozu:
- Railgun potřebuje obrovské množství elektrické energie pro provoz.
- Při výstřelu se tvoří plazma, které poškozuje vodicí kolejnice. V současnosti (2017) jsou nejlepší hlavně schopné vydržet asi 400 výstřelů.[7]
- Síly působící na vodicí kolejnice jsou velké, což klade vysoké nároky na technické provedení.